# Ян Ласький (молодший)
Ла́ський Я́н (пол. Jan Łaski; 1499, Ласьк, Польща — 8 січня 1560, Піньчув) — відомий польський релігійний діяч доби реформації. Спочатку католик, потім зрікся свого маєтку, аби стати реформатором та керівником провінцій і реформованих груп в Англії, Голландії і Північному Рейні-Вестфалії. Повернувшись до Польщі, Ласький намагався переконати Зиґмунта ІІ Авґуста у потребі створення національної церкви.

## Біографія
Ян Ласький народився в місті Лаську, син Ярослава Ласького. Його стрийком був ґнєзненський архієпископ Ян Ласький — дуже впливовий діяч тогочасної Польщі.
Навчався у Болонському університеті. Коли на початку 1524 року його старшій брат Ієронім вирушив з дипломатичними дорученнями до Франції, Ян поїхав разом з ним і зав'язав відносини зі швейцарськими та французькими гуманістами та реформаторами. Декілька місяців прожив у Базелі в Еразма Ротердамського та купив його бібліотеку, з умовою, що вона залишиться у розпорядженні Еразма до самої його смерті. Також товаришував з Цвінглі. В 1531 році виступає послом від Штефана Запольї до короля Зиґмунта I. Після смерті дядька він виконував обов'язки ґнєзненського архієпископа.
Після закордонної подорожі 1538 року одружився в Лувені і це призвело до його відкритого розриву з католицькою церквою. В 1541 році під час короткочасного перебування у Кракові, Ласький приніс присягу перед примасом Гамратом, що не відступав від римокатолицизму. Хоча вже 1542 року він стає пастором протестантської церкви в Емдені, а в 1543 році — головує над усіма протестантськими церквами Остфрістляндії. Тут його очікувала важка праця з організації церкви, створення віровчення та боротьба з різноманітними сектами. Він виконав їх успішно і проявив блискучі організаційні здібності. В 1548 році на запрошення Кранмера, допомагав йому реформувати англіканську церкву. Після безуспішних спроб продовжити свою діяльність у Німеччині та Польщі Ласький повернувся до Англії, де мав певний вплив на духовні справи під час правління Едварда VI.
В Англії він одружився вдруге, проте прихід до влади Марії Тюдор змусив Яна знову мандрувати світом. Тільки в 1556 році Ян отримав можливість повернутися до Польщі (куди його запрошувала протестантська частина шляхти), де він став секретарем короля Зиґмунта II і лідером кальвіністської реформації.
Зображений на картині Яна Матейка «Пруська присяга».

## Праці
- Forma ac ratio (1555);
- Johannes a Lasco, Opera (Амстердам 1866).

## Виноски
1. 1 2 3  Bibliothèque nationale de France BNF: платформа відкритих даних — 2011.
2. 1 2  Біографічний Портал Нідерландів — 2009.
3. ↑  Deutsche Nationalbibliothek Record #118726633 // Gemeinsame Normdatei — 2012—2016.
4. ↑  Чеська національна авторитетна база даних
5. ↑  Анджей Суліма Камінський. Історія Речі Посполитої як історія багатьох народів, 1505—1795.— С. 46
6. ↑  Archbold, William Arthur Jobson (1897). «Laski, John». Sidney Lee. Dictionary of National Biography. 52. London: Smith, Elder & Co. c. 159.
7. ↑  Archbold, William Arthur Jobson (1897). «Laski, John». Sidney Lee. Dictionary of National Biography. 52. London: Smith, Elder & Co. c. 160.